# Fotonovelas Vim
Fotonovelas Vim foi uma revista portuguesa. Publicou-se entre 1961 e 1970 pela Agência Portuguesa de Revistas (responsável por títulos tão marcantes e com histórias editoriais tão longas como a Crónica Feminina, a Plateia ou O Mundo de Aventuras). Tem a particularidade de ter sido distribuída como brinde na aquisição do produto de limpeza Vim, contando com histórias originais de autores portugueses (Alice Ogando e Ema Paul assinam várias) e elencos, também eles, nacionais, de onde destacamos os nomes, ainda hoje conhecidos do grande público, de Lia Gama, Ana Zanatti, Florbela Queirós ou Luís Mascarenhas.